# Light Fall
『Light Fall』（ライトフォール）は、カナダのインディーゲームスタジオBishop Gamesが開発・発売した横スクロールアクションゲーム。

## 概要
暗闇に包まれた夜の国・ナンブラ（Numbra）の支配を企む者の野望を阻止するべく、幼い主人公が冒険を繰り広げる。主人公は「影の核」（Shadow Core）と呼ばれる立方体の箱を空中に作り出すことができ、これを足場にしたり身を守るための壁にしたりしながら攻略を進めていく。冒険には、年老いたフクロウのストリクス（Stryx、日本語版声優：山内健嗣）が同行するが、物語の中ではこのストリクスによる独白形式のナレーションがほぼ全編にわたり挿入される。
本作は開発元のBishop Gamesにとって初のプロジェクトとなるゲームソフトで、完成までに約4年の期間が費やされている。2015年5月6日から6月6日の期間にはKickstarterを通じたクラウドファンディングが実施され、2万2175カナダドルの資金が集まった。影響を受けたゲームソフトとして、Bishop Gamesの創設者の一人Ben ArcherはアメリカのインディーゲームスタジオTeam Meatが開発したアクションゲーム『Super Meat Boy』を挙げ、同様の難易度やテンポがあるとしている。
PC版で2018年6月22日に、Nintendo Switch版で同年9月21日に配信された無料更新データにより、最終ステージの内容の大幅な変更や収集用アイテムに関するシステムの改善などが行われた。

## システム
前述のように主人公は空中に箱を作り出すことができるが、配置場所によってコントローラ操作が異なり、ジャンプ後の足元、前方、上方など任意の位置の3つに振り分けられている。足元に出す操作は最大4回までの上限があり、再度地面に足をついた際に回数がリセットされる。また、任意の位置に出す際には主人公がその場に留まった状態で箱を動かし一定時間内に位置を決定する。なお、いずれの場合も画面上に配置できる箱は1つのみで、新たな箱を作るのと同時にそれ以前の箱が消滅する。
上記以外の主人公のアクションとして、壁へのしがみつき、ダッシュ、気弾の前方発射による一部オブジェクトの破壊を行うことができる。
各ステージ内の各所には、「記憶の欠片」と呼ばれるものがある場所、そして人が閉じ込められたクリスタルが複数存在し、収集要素の一種となっている。このうち、記憶の欠片を取得すると、数百年前にナンブラの地を発見した探検隊のリーダー・パドルウッド（Paddlewood）の追想録の形式をとった外伝の一部を閲覧することができる。
通常モードのほかに、早い時間でクリアすることを目指すスピードランモードもある。このモードでは、ステージごとのクリア時間、あるいは全ステージを通してのクリア時間が記録され、結果はオンラインランキングにアップロードされる。また、ランキング上で一定のクリア時間よりも早いユーザーのプレイ内容を「ゴースト」としてダウンロードし、競いながらプレイすることもできる。2019年4月25日配信の無料更新データ「Lost Worlds Edition」により、本編に登場しない専用ステージが追加された。

## ストーリー
プロローグ
世界から隔絶された常夜の地・ナンブラ。厳しい環境にあるこの地に、周辺国が引き起こす戦争から逃れようと小国カンループス（Kamloops）の民が次々と移住を続けていた。彼らにとってナンブラは安息の地となるはずだったが、この地と民を脅威に陥れようとする者の手が迫っていた。
第1幕 月明かりの平原 (The Lunar Plain)
ある時、ナンブラの地に幼子が突然現れた。幼子は蛍の群れに導かれ、途中で手にした遺物「影の核」の力を用いながら平原を進んだ。フクロウのストリクスは当初その様子をしばらく傍観していたが、次第に気を揉み始め、結局、幼子を近くの村へ送り届けることにした。しかし、到着した村に人の姿はなく、辺りは異様なクリスタルに浸食されていた。
己の過去も、己の名前すらも知らないという幼子に、ストリクスはカンループスの民が信仰する「天空の神々」の祭壇を巡りつつその歴史を語った。自然を司る女神ファイラス（Firas）、時を司る神オーログ（Orlog）、双剣を携えた神シェン（Shen）、影の力を操る神ノックス（Nox）、光の女神ラクサナ（Luxanna）の五柱の説明を終えた時、ストリクスは幼子がラクサナに対して反応を示したことを不思議に思った。そこで、幼子とストリクスは普段ラクサナがいるとされる礁湖へ向かったが、その途上、海竜アニマス（Animus）の巣に囚われている村人たちを発見した。幼子の活躍により無事救出に成功すると、彼らは幼子へ向けて口々に「ノックス！」と叫び称えた。幼子の正体は、天空の神々の一柱・ノックスだったのだ。人々の声を聞いたノックスは、かつての記憶を少しだけ取り戻した。
礁湖でラクサナを見つけることはできなかったが、ノックスとストリクスの前に別の女神ファイラスが姿を現し、これまでの顛末を語った。ナンブラの地にクリスタルが現れ始めた時、民は天空の神々に救いを求め地上に召喚した。この際の混乱でノックスの祭壇が損傷し、ノックスは己がどういう存在なのか自覚のないまま彷徨うことになった。そして、そうしたノックスを蛍によって導いたのがファイラスだった。ノックスとストリクスはその場をファイラスに任せ、残りの神々オーログ、シェン、ラクサナを捜すため「悲哀の湿原」へ向かった。
第2幕 悲哀の湿原 (The Marshlands of Sorrows)
異臭漂う不浄な湿原を行くノックスとストリクスは、神々がいると目する遺跡・ミクトラン寺院（The Temple of Mictlan）に到着した。この遺跡は、1000年前にナンブラを覆う影が広まった発端とされ、古の神ミクトラン（Mictlan）が全てを飲み込み夜を生み出したとの伝説が残る場所である。様々な罠が仕掛けられた内部を進んでいくと、その奥でオーログとシェンが囚われていた。ノックスは彼らを救い出そうと牢へ近づいたが、その時、現世に蘇ったミクトランの巨体が姿を現し、大口を開いて辺りのものを吸引し始めた。しかしノックスはその猛威に打ち勝ち、ミクトランは再び眠りについた。
オーログとシェンは所有する聖なる遺物を失い囚われの身となっていた。そして、今回のことは大国エターニウム（Eternium）による侵略行為の一環であるとの疑いを強めた。一方、ノックスは親友であるラクサナを見つけられず塞ぎ込んでいたが、ストリクスに促され、首都シルヴィオン（Sylveon）へ危険を知らせるべく共に旅立った。
第3幕 大蛇の森 (The Vipera's Forest)
シルヴィオンへ向かう道すがら、ストリクスは、かつて自らが属していたフクロウの集団「夜梟団」（やきょうだん、Night Owls）での出来事についてノックスに語り始めた。
夜梟団が領分とする「大蛇の森」にある地「亡霊ヶ原」（The Ghostfields）では、辺りを脅威に晒す蜂の集団「漆黒の群れ」（The Black Swarm）との戦いが繰り広げられていた。そうした中、ストリクスは戦争孤児を発見する。ラヴォリア（Ravoria）という名の彼女は、その後ストリクスに引き取られて様々な知恵を授かり、やがて、誰もが力を認める戦士へと成長した。しかし、団の中では余所者扱いをされ続け、打ち解けることはなかった。
ある日、ラヴォリアは、己の価値を証明するため一つの作戦を決行した。それは、夜梟団の拠点の情報を敵に漏らして注意を惹きつけ、その間に自らが敵の巣へ侵入して「漆黒の女王」（Black Queen）を討ち、戦いを終結させるというものだった。何も知らない夜梟団は漆黒の群れの突然の襲撃に為す術もなく倒れ壊滅状態となったが、ほどなくして漆黒の女王の断末魔の叫びが響き渡り、その声を聴いた敵は一斉に巣へ逃げ帰った。今回のことにラヴォリアが関与していると察知したストリクスは敵の後を追い巣へ向かったが、そこには、狂乱し自滅する漆黒の群れ、そして、自ら命を絶ったラヴォリアの姿があった。
ストリクスがラヴォリアの亡骸を連れて夜梟団の拠点へ戻ると、仲間たちは軽蔑の目を向け、ラヴォリアに裏切り者の烙印を押した。なぜ彼女は情報を漏らし多くの命を犠牲にしたのかとの詰問に返答できず悲しみと羞恥心に苛まれたストリクスは、団を去り孤独に生きる決意をした。その後、団が解散したとの噂を耳にした。
様々な試練を乗り越え、ノックスとストリクスはようやくシルヴィオンに辿り着いたが、街中に民の姿はなかった。すると突然まばゆい光が辺りを包み、次の瞬間、目の前にはエターニウムの軍勢とそれを指揮するラクサナの姿が現れた。ラクサナは動揺するノックスたちへ向けてエターニウムに降伏するよう迫り、ノックスたちがこれを拒否すると、ラクサナは強烈な光を解き放ち攻撃してきた。ストリクスは、教え子を二度も死なせるわけにはいかないとノックスを庇って攻撃を受け窮地に追い込まれるが、そこへファイラス、オーログ、シェンが現れ攻撃を食い止めた。この状況を不利と見たラクサナは、十分足止めできたと口にし、その場から消えた。
ファイラス、オーログ、シェンがラクサナの攻撃で力を失ってしまった今、全ての運命はノックスの手に委ねられた。ノックスは、カンループスの民を救いラクサナと対峙するべく、エターニウムの拠点があるという場所「未知の深淵」へ単身乗り込んだ。
第4幕 未知の深淵 (The Unknown Depths)
足を踏み入れ生還したものはいないとされる未知の深淵の大穴「巨人の口」（The Giant's Mouth）の中に入り、ノックスは地下へと歩を進める。その周りではファイラスが遣わした蛍の群れが飛び、これを通じてストリクスが遠隔から言葉を伝えている。ノックスが底辺へ到達すると、その先にはエターニウムの要塞が築かれていた。要塞へ近づくにつれストリクスの声は弱まっていったが、ノックスはついに核心部「ナンブラの核」（Numbra's Core）へ踏み入った。そこで眼前にあったのは、両腕を鎖でつながれ身動きが取れないラクサナの姿だった。彼女はエターニウムに利用された末に用済みとなり今にも排除されようとしていた。
エターニウムは神々の聖なる遺物を複製して武器へ転用する野望を数年前から抱き、実現のために神を味方に引き入れる必要があると考えていた。一方、ラクサナは闇に覆われたナンブラで光の女神としての力を発揮できず移住後のカンループスの民から冷遇されていた。そうした弱みに付け込もうとエターニウムのスパイが彼女に近づき、我々に手を貸せばナンブラに光をもたらすと提案した。民の信頼を取り戻したい一心の彼女はその甘言に乗せられ、カンループスの繁栄を信じて行動を起こしたのだった。
ラクサナは、傍にあるポータルの転移先である「天空の宮殿」（Celestial Palace）にいるエターニウムの指導者を追うようノックスに伝えると、そのまま気を失った。ノックスは即座にポータルへ突入した。
転移先では、宙に浮かぶ乗り物を操縦するエターニウム軍事総司令官（Eternium Warload、日本語版声優：呉圭崇）が待ち構えていた。司令官は、聖なる遺物よりも強力な武器を作り上げたと自賛し自らが神になったと嘯いていたが、後に追い込まれ、ノックスによりとどめを刺された。
ノックスとカンループスの民の身を案じたストリクスと神々がナンブラの核へ駆けつけると、そこにはノックスとラクサナがいた。しかし、カンループスの民の無事は叶わず、多数の遺体が散在していた。ストリクスと神々は協力して彼らの体を表層へ運んだが、それらを辺りに並べ終えた時、突然ラクサナが進み出て、自身が所持する女神の象徴「内なる光」（Inner Light）を無言で砕いた。すると、そこから光が天に上って幾千の星が強く輝き、次の瞬間、その星々が地上に降り注いで死者たちのもとに宿った。死の影を振り払ったカンループスの民は生気を取り戻して立ち上がった。そして、己の光の全てを使い果たしたラクサナはその場に崩れ落ちた。
この日の出来事は「光が落ちた日」（Light Fall）と呼ばれ後世に語り継がれた。

## 受賞・ノミネート
- Game Connection Europe 2017 Development Awards 「Best Hardcore Game」受賞、「Best Console PC / Hardcore」ノミネート[14]
- BIC（朝鮮語版） Award 2017 「Grand Prix」「Excellence in Art」「Excelence in Audio」「Excellence in Narrative」「Excellence in Casual」ノミネート[15][16][17][18]
- Prix Numix 2018 「Best Independent Game」ノミネート[19]